# Балеарская славка
Балеарская славка (лат. Curruca balearica) — вид новонёбных птиц из семейства славковых. Ранее считался подвидом Sylvia sarda, но были разделены авторами (Shirihai et al. 2001, Baerlein et al. 2006) основываясь на значительных различиях в размерах, во внешнем виде, в окраске, песне, кличе, миграции и мтДНК. Хотя различия в размерах и структуре тела не велики, в окраске птицы очень отличаются; различия в песнях не очень сильные; миграция птиц отличается, это является довольно веским пунктом в различии между таксонами; ответы, от проведённых молекулярных исследований остаются пока не опубликованными. Поэтому, пока не будут проведены более глубокие исследования, не следует считать таксоны Sylvia sarda balearica и Sylvia sarda sarda отдельными видами. Распространён в Балеарских островах — Ивиса, Форментера, Мальорка, Драгонера и Кабрера.